# Глобули

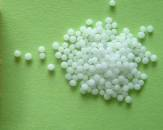
Глобули

Глобули (лат. «куля») або кульки являє собою сферичну фармацевтичну форму препарату, що знаходить застосування в альтернативній медицині, під глобулою мають на увазі тут тільки форму.
Глобули використовуються, крім вищевказанного, також для харчових продуктів, харчових добавок, косметичних засобів, кормів і технічних продуктів.

## Склад і структура
Речовина носій, а отже, єдина речовина в гомеопатичних Кульках, в наші дні в основному цукор, але існують Глобули рецептури Самуеля Ганемана, а також ксиліт.

## Медична Ефективність
Для гомеопатичних препаратів майже всіх концентрацій (в гомеопатії «потенцій») не існує наукових доказів ефективності; тому усі данні про ефективність порівнюють з плацебо. Див. критику гомеопатії.